# Ibrahim Abboud
El-Ferik Ibrahim Abboud, född 26 oktober 1900 i Muhammad Qawl i Sudan, död 8 september 1983 i Khartoum, var ledare för de militärer som i en kupp 18 november 1958 störtade den civila regeringen i Sudan under Abdullah Khalil. Han satt kvar som ledare för militärregimen till 31 oktober 1964, sedan var han president till 16 november samma år, då han drog sig tillbaka.
Abbouds fall berodde bland annat på att han, trots blodiga militära insatser, inte lyckades bemästra de religiösa och etniska separationstendenserna i Sudans södra delar.